# Ugyen Jigme Wangchuck
Dasho Ugyen Jigme Wangchuck, född 11 november 1994, son till Jigme Singye Wangchuck, prins av Bhutan.